# Gottfried Bachl
Gottfried Bachl (* 16. April 1932 in Linz; † 23. Mai 2020 in Vöcklabruck) war ein österreichischer Theologe und Universitätsprofessor für Katholische Dogmatik.

## Leben
Gottfried Bachl wuchs in Pregarten auf. Von 1953 bis 1963 studierte er Theologie in Rom, 1959 wurde er zum Priester geweiht. Von 1963 bis 1966 war er Kaplan in Wels, von 1966 bis 1970 erst Lehrbeauftragter, dann Professor für Dogmatik und Ökumenische Theologie an der Katholisch-Theologischen Hochschule in Linz.
Ab 1983 war Bachl Professor für Dogmatik an der Theologischen Fakultät der Universität Salzburg, 1991–1995 als Dekan und anschließend bis 1997 als Prodekan. 1998 wurde Bachl emeritiert.
In manchen Predigten und Veröffentlichungen wandte sich Bachl gegen „endgültige Antworten gegenüber dem Unergründlichen“; geistige, theologische oder politische „Totalitärsprache“ verwarf er.
Laut seiner Todesanzeige war er Vater und Großvater.

## Ehrung
1997: Sexauer Gemeindepreis für Theologie

## Schriften

### Bücher (Auswahl)
- Das flüchtige Nu des Lebens. Ein Gottfried-Bachl-Lesebuch. Hrsg. von Wilhelm Achleitner. Tyrolia, Innsbruck 2024, ISBN 978-3-7022-4186-5.
- Gott bewegt. Echter, Würzburg 2012, ISBN 978-3-429-03491-7.
- Eucharistie: Macht und Lust des Verzehrens. EOS, St. Ottlien 2008, ISBN 978-3-8306-7332-3.
- Spuren im Gesicht der Zeit: Ein wenig Eschatologie. Müller, Salzburg 2008, ISBN 978-3-7013-1144-6.
- Der schwierige Jesus. Tyrolia, Innsbruck 2005, ISBN 3-7867-8578-3.
- Ge-Denken: Mauthausen, Gusen – Hartheim – St. Radegund. Ed. Kirchen-Zeit-Geschichte, Ort 2002, ISBN 3-902330-00-7.
- Gottesbeschreibung: Reden und Lesestücke. Tyrolia, Innsbruck 2002, ISBN 3-7867-8438-8.
- Der beneidete Engel: Theologische Skizzen. Tyrolia, Innsbruck 2001, ISBN 3-7022-2390-8.
- Mailuft und Eisgang: 100 Gebete. Tyrolia, Innsbruck 1998, ISBN 3-7022-2131-X.
- Der beschädigte Eros: Frau und Mann im Christentum. Herder, Freiburg (Breisgau) 1989, ISBN 3-451-21470-9.
- Lesen: Ein Weg in die Freiheit. Tyrolia, Innsbruck 1989, ISBN 3-7022-1733-9.
- Auch Dinge haben ihre Tränen. Tyrolia, Innsbruck 1988, ISBN 3-7022-1653-7.
- Vorsehung und Handeln Gottes. Herder, Freiburg (Breisgau) 1988, ISBN 3-451-02115-3.
- Die Zukunft nach dem Tod. Herder, Freiburg (Breisgau) 1985, ISBN 3-451-20520-3.
- Eucharistie – Essen als Symbol? Benziger, Zürich 1983, ISBN 3-545-27062-9.
- Über den Tod und das Leben danach. Styria, Wien 1980, ISBN 3-222-11287-8.

### Vorträge
- Gregor Maria Hoff, Ulrich Winkler (Hg.): Poesie der Theologie: Versuchsanordnungen zwischen Literatur und Theologie: Bachl-Lectures 2007–2011. Tyrolia, Wien 2012, ISBN 978-3-7022-3192-7.